# هاتفان
هاتفان [ˈhɒtvɒn] هي مدينة في مقاطعة هفش بالمجر. هاتفان هي كلمة لمجرية تعني "ستين".

## المدن التوأم – المدن الشقيقة
هاتفان لها توأمة مع: 
 

## شخصيات ملحوظة
- جوزيف أغوستون  [لغات أخرى]‏ (1800–1860)، محامٍ وسياسي
- إندري جيرليس  [لغات أخرى]‏ (1935–1973)، كاتب وأستاذ جامعي

## روابط خارجية
- الموقع الرسمي
 باللغة المجرية
- Hatvan, Hungary at JewishGen